# Austin Stowell
Miles Austin Stowell (Kensington, Connecticut; 24 de diciembre de 1984) es un actor estadounidense. Es conocido por su papel de Kyle Connellan en Dolphin Tale y como Dalton Joiner en el drama romántico Love and Honor.

## Vida personal
Austin Stowell nació y se crio en Kensington, Connecticut, por su padre Robert, un trabajador siderúrgico jubilado, y su madre, Elizabeth.
Se graduó de la Berlin High School en 2003 con la intención de seguir una carrera profesional en la actuación. Estudió en la Universidad de Connecticut donde estudió en el Departamento de Arte Dramático, una división de la Escuela de Bellas Artes. Actuó en varias producciones con el Repertorio Teatral de Connecticut, incluyendo Julio César, Eso no puede pasar aquí, y Como gustéis.
Stowell se graduó con una Bachelor of Arts en 2007.

## Filmografía
| Año  | Película                                 | Rol                   | Notas                                                |
| ---- | ---------------------------------------- | --------------------- | ---------------------------------------------------- |
| 2009 | Secret Girlfriend                        | Chad                  | Serie de TV (1 episodio: "You Get An Aquarium Girl") |
| 2009 | The Secret Life of the American Teenager | Jesse                 | Serie de TV (15 episodios)                           |
| 2010 | NCIS: Los Ángeles                        | PFC James Winston     | Serie de TV (1 episodio: "Special Delivery")         |
| 2010 | 90210                                    |                       | Serie de TV (1 episodio: "Senior Year, Baby")        |
| 2011 | Dolphin Tale                             | Kyle Connellan        |                                                      |
| 2011 | Puncture                                 | Médico de emergencias |                                                      |
| 2012 | Without a Mom                            | Brooklyn              | Cortometraje                                         |
| 2013 | Love and Honor                           | Dalton Joiner         |                                                      |
| 2013 | Behaving Badly                           | Kevin Carpenter       |                                                      |
| 2013 | Warren                                   | Ted Gordon            |                                                      |
| 2014 | Whiplash                                 | Ryan                  |                                                      |
| 2014 | I Can See You                            | Derek                 | Secundario. Cortometraje                             |
| 2015 | Bridge of Spies                          | Francis Gary Powers   | Secundario                                           |
| 2015 | Public Morals                            | Sean O'Bannon         | Protagonista. Serie de Tv                            |
| 2015 | Higher Power                             | Michael               | Protagonista                                         |
| 2016 | In Dubious Battle                        |                       | Secundario                                           |
| 2016 | Colossal                                 |                       | Protagonista                                         |
| 2017 | Stratton                                 | Hank                  | Secundario                                           |
| 2017 | The Long Home                            |                       | Secundario                                           |
| 2017 | Battle of the Sexes                      | Larry King            | Secundario                                           |
| 2018 | 12 Strong                                | Fred Falls            |                                                      |
| 2019 | Swallow                                  | Richie                |                                                      |
| 2020 | Amazing Stories                          | Teniente Cole         | Protagonista de una historia                         |
| 2020 | Fantasy Island                           | Patrick Sullivan      |                                                      |
| 2021 | Cariño, cuánto te odio                   | Joshua Templeman      | Protagonista                                         |
| 2024 | The Inheritance                          | Drew Abernathy[1]     |                                                      |